# Сільвіо Манта
Сільвіо Манта (фр. Sylvio Mantha, нар. 14 квітня 1902, Монреаль — пом. 7 серпня 1974, Монреаль) — канадський хокеїст, що грав на позиції захисника. Згодом — хокейний тренер.
Член Зали слави хокею з 1960 року. Володар Кубка Стенлі. Провів понад 500 матчів у Національній хокейній лізі. 
Старший брат Жоржа Манта.

## Ігрова кар'єра
Хокейну кар'єру розпочав 1922 року.
Протягом професійної клубної ігрової кар'єри, що тривала 15 років, захищав кольори команд «Монреаль Канадієнс» та «Бостон Брюїнс».
Багаторічний капітан «Монреаль Канадієнс» з 1926 по 1932, а також з 1933 по 1936 роки.
Загалом провів 581 матч у НХЛ, включаючи 39 ігор плей-оф Кубка Стенлі.

## Тренерська робота
1935 року розпочав тренерську роботу в НХЛ. Тренерська кар'єра обмежилася роботою з командою «Монреаль Канадієнс».

## Нагороди та досягнення
- Володар Кубка Стенлі в складі «Монреаль Канадієнс» — 1924, 1930, 1931.
- Друга команда всіх зірок НХЛ — 1931.

## Статистика
| Сезон        | Клуб                 | Ліга         | Регулярний сезон | Регулярний сезон | Регулярний сезон | Регулярний сезон | Регулярний сезон | Плей-оф | Плей-оф | Плей-оф | Плей-оф | Плей-оф |
| Сезон        | Клуб                 | Ліга         | І                | Г                | П                | О                | ШХ               | І       | Г       | П       | О       | ШХ      |
| ------------ | -------------------- | ------------ | ---------------- | ---------------- | ---------------- | ---------------- | ---------------- | ------- | ------- | ------- | ------- | ------- |
| 1922–23      | «Монреаль Нешнлз»    | MCBHL        | 9                | 4                | 0                | 4                | —                | —       | —       | —       | —       | —       |
| 1923–24      | «Монреаль Канадієнс» | НХЛ          | 24               | 1                | 3                | 4                | 11               | 2       | 0       | 0       | 0       | 0       |
| 1923–24      | «Монреаль Канадієнс» | КС           | —                | —                | —                | —                | —                | 4       | 0       | 0       | 0       | 0       |
| 1924–25      | «Монреаль Канадієнс» | НХЛ          | 30               | 2                | 3                | 5                | 18               | 2       | 0       | 1       | 1       | 0       |
| 1924–25      | «Монреаль Канадієнс» | КС           | —                | —                | —                | —                | —                | 4       | 0       | 0       | 0       | 2       |
| 1925–26      | «Монреаль Канадієнс» | НХЛ          | 34               | 2                | 1                | 3                | 66               | —       | —       | —       | —       | —       |
| 1926–27      | «Монреаль Канадієнс» | НХЛ          | 43               | 10               | 5                | 15               | 77               | 4       | 1       | 0       | 1       | 0       |
| 1927–28      | «Монреаль Канадієнс» | НХЛ          | 43               | 4                | 11               | 15               | 61               | 2       | 0       | 0       | 0       | 6       |
| 1928–29      | «Монреаль Канадієнс» | НХЛ          | 44               | 9                | 4                | 13               | 56               | 3       | 0       | 0       | 0       | 0       |
| 1929–30      | «Монреаль Канадієнс» | НХЛ          | 44               | 13               | 11               | 24               | 108              | 6       | 2       | 1       | 3       | 18      |
| 1930–31      | «Монреаль Канадієнс» | НХЛ          | 44               | 4                | 7                | 11               | 75               | 10      | 2       | 1       | 3       | 26      |
| 1931–32      | «Монреаль Канадієнс» | НХЛ          | 47               | 5                | 5                | 10               | 62               | 4       | 0       | 1       | 1       | 8       |
| 1932–33      | «Монреаль Канадієнс» | НХЛ          | 48               | 4                | 7                | 11               | 50               | 2       | 0       | 1       | 1       | 2       |
| 1933–34      | «Монреаль Канадієнс» | НХЛ          | 48               | 4                | 6                | 10               | 24               | 2       | 0       | 0       | 0       | 2       |
| 1934–35      | «Монреаль Канадієнс» | НХЛ          | 47               | 3                | 11               | 14               | 36               | 2       | 0       | 0       | 0       | 2       |
| 1935–36      | «Монреаль Канадієнс» | НХЛ          | 42               | 2                | 4                | 6                | 25               | —       | —       | —       | —       | —       |
| 1936–37      | «Бостон Брюїнс»      | НХЛ          | 4                | 0                | 0                | 0                | 2                | —       | —       | —       | —       | —       |
| Усього в НХЛ | Усього в НХЛ         | Усього в НХЛ | 542              | 63               | 78               | 141              | 671              | 39      | 5       | 5       | 10      | 64      |
| Кубок Стенлі | Кубок Стенлі         | Кубок Стенлі | —                | —                | —                | —                | —                | 8       | 0       | 0       | 0       | 2       |

## Тренерська статистика
| Команда              | Сезон   | Регулярний сезон | Регулярний сезон | Регулярний сезон | Регулярний сезон | Регулярний сезон | Регулярний сезон | Плей-оф   |
| Команда              | Сезон   | І                | В                | П                | Н                | О                | Місце            | Результат |
| -------------------- | ------- | ---------------- | ---------------- | ---------------- | ---------------- | ---------------- | ---------------- | --------- |
| «Монреаль Канадієнс» | 1935–36 | 48               | 11               | 26               | 11               | 33               | 4-е місце        | не вийшли |